# Koșara, Berîslav
Koșara (în ucraineană Кошара) este un sat în comuna Stepne din raionul Berîslav, regiunea Herson, Ucraina.

## Demografie
Componența lingvistică a localității Koșara
     Ucraineană (91,61%)
     Rusă (4,9%)
     Română (2,1%)
     Alte limbi (0,7%)
Conform recensământului din 2001, majoritatea populației localității Koșara era vorbitoare de ucraineană (91,61%), existând în minoritate și vorbitori de rusă (4,9%) și română (2,1%).